# Mixat lag i rodel vid olympiska vinterspelen 2018
Lagstafett i rodel vid olympiska vinterspelen 2018 hölls på anläggningen Alpensia isbanecenter i närheten av Pyeongchang i Sydkorea den 15 februari 2018.

## Resultat
| Placering | Nr             | Namn                                                                     | Land                              | Damsingel | Herrsingel | Herrdubbel | Totalt   | Tid bakom |
| --------- | -------------- | ------------------------------------------------------------------------ | --------------------------------- | --------- | ---------- | ---------- | -------- | --------- |
| 1         | 13–1 13–2 13–3 | Natalie Geisenberger Johannes Ludwig Tobias Wendl / Tobias Arlt          | Tyskland                          | 46,870    | 48,822     | 48,825     | 2.24,517 | —         |
| 2         | 11–1 11–2 11–3 | Alex Gough Samuel Edney Tristan Walker / Justin Snith                    | Kanada                            | 47,099    | 48,820     | 48,953     | 2.24,872 | +0,355    |
| 3         | 12–1 12–2 12–3 | Madeleine Egle David Gleirscher Peter Penz / Georg Fischler              | Österrike                         | 47,122    | 48,758     | 49,108     | 2.24,988 | +0,471    |
| 4         | 10–1 10–2 10–3 | Summer Britcher Chris Mazdzer Matthew Mortensen / Jayson Terdiman        | USA                               | 47,266    | 48,660     | 49,165     | 2.25,091 | +0,574    |
| 5         | 9–1 9–2 9–3    | Andrea Vötter Dominik Fischnaller Ivan Nagler / Fabian Malleier          | Italien                           | 47,078    | 48,827     | 49,188     | 2.25,093 | +0,576    |
| 6         | 8–1 8–2 8–3    | Ulla Zirne Kristers Aparjods Andris Šics / Juris Šics                    | Lettland                          | 47,369    | 48,891     | 49,055     | 2.25,315 | +0,798    |
| 7         | 7–1 7–2 7–3    | Jekaterina Baturina Roman Repilov Alexander Denisjev / Vladislav Antonov | Olympiska idrottare från Ryssland | 47,523    | 48,615     | 49,211     | 2.25,349 | +0,832    |
| 8         | 5–1 5–2 5–3    | Ewa Kuls-Kusyk Maciej Kurowski Wojciech Chmielewski / Jakub Kowalewski   | Polen                             | 47,711    | 49,134     | 49,568     | 2.26,413 | +1,896    |
| 9         | 6–1 6–2 6–3    | Aileen Frisch Lim Nam-kyu Park Jin-yong / Cho Jung-myung                 | Sydkorea                          | 47,211    | 49,854     | 49,478     | 2.26,543 | +2,026    |
| 10        | 4–1 4–2 4–3    | Raluca Strămăturaru Valentin Crețu Cosmin Atodiresei / Ștefan Musei      | Rumänien                          | 47,097    | 49,609     | 50,138     | 2.26,844 | +2,327    |
| 11        | 2–1 2–2 2–3    | Katarina Šimoňáková Jozef Ninis Marek Solčanský / Karol Stuchlák         | Slovakien                         | 48,032    | 49,326     | 49,635     | 2.26,993 | +2,476    |
| 12        | 3–1 3–2 3–3    | Tereza Nosková Ondřej Hyman Lukáš Brož / Antonín Brož                    | Tjeckien                          | 48,238    | 49,178     | 49,645     | 2.27,061 | +2,544    |
| 13        | 1–1 1–2 1–3    | Olena Sjchumova Anton Dukatj Oleksandr Obolontjyk / Roman Zacharkiv      | Ukraina                           | 51,503    | 49,135     | 50,365     | 2.31,003 | +6,486    |